# Struffoli
Los struffoli (struffule, en napolitano) son un dulce italiano de la cocina napolitana, típico de la Navidad.

## Descripción
Los struffoli consisten en pequeñas perlas (de 5 a 10 mm de diámetro) elaboradas de pasta frita aderezada con miel, generalmente decoradas con confetti de diversos colores denominados "diablitos" (diavulilli en napolitano o diavoletti en italiano).

## Historia
Parece que la tradición de los struffoli en Nápoles se remonta al origen de la ciudad, pues supuestamente fueron llevados por sus fundadores griegos ya durante la época de la Magna Grecia. Por cierto, en la cocina griega aún existe un dulce parecido, el loukoumas (λουκουμάς).
Según otra hipótesis, el origen es español: de hecho, el piñonate del Campo de Gibraltar difiere de los struffoli solo por la forma de la pasta, más alargada. Y los  nuegados que se elaboran en La Mancha para el día de Todos los Santos son exactamente igual a los italianos. La relación entre los dos dulces se remonta supuestamente al largo periodo del Virreinato español en Nápoles.
El uso como dulce típico navideño parece relativamente reciente, ya que en el recetario de Crisci (1634) los struffoli se mencionan, pero no concretamente en relación con la comida de Navidad.

## Etimología
La palabra struffolo, o sea la bolita concreta que compone el dulce junto a las otras, podría derivar del griego στρόγγυλος, que significa "de forma redondeada".